# Атырауский политехнический колледж
Атырауский политехнический высший колледж имени Саламата Мукашева (каз. Саламат Мұқашев атындағы Атырау политехникалық колледжі) — один из старейших учебных заведений Республики Казахстан, обучающий специалистов нефтяной и газовой отрасли. Это учебное заведение обосновалось в 1930-е годы по причине нехватки местных технических кадров в западном регионе Казахстана, в том числе в Гурьевском нефтяном производстве. В 1929 году по решению ХV съезда ВКП(б) перед трестом «Эмбанефть» поставлена задача открыть нефтяной техникум в городе Гурьев. В связи с этим 13 марта 1930 года было принято постановление Высшим советом народного хозяйства СССР об открытий горного техникума для подготовки квалифицированных инженеров- техников, в частности местных кадров для освоение огромного богатства в Урало-Эмбинском регионе.
13 марта 1930 года по решению Верховного совета народного хозяйства СССР в Урало-Эмбинском регионе обосновался Гурьевский горно-нефтяной техникум, с целью освоения полезных ископаемых региона и подготовки местных профессиональных кадров. Организован главный аппарат техникума, в сентябре завершено строительство здании техникума. В год открытия было 4 отделении: на Механическом отделении — 21, на Нефтяном — 32, на Строительном — 22, на Эксплуатационном отделении — 26 студентов получали образование. Летом того же года открылись ещё 4 отделения, на которых поступило 80 студентов, а к 1-му сентябрю с семиклассным образованием дополнительно было принято ещё 10 человек. Все эти студенты были обеспечены стипендией в размере 50-80 рублей и местом проживания в общежитии.
Техникуму присвоено имя Первого секретаря казахского края Филипа Исаевича Голощекина, первым директором техникума был назначен Анатолий Николаевич Бушнев. По сведениям, хранящим в архиве, работали в техникуме следующие преподаватели:
Н. С. Искакова, Н.А Захарова преподавали по русскому языку, Н. В. Граздъев, С. И. Сухарев- по физике и химии, Е. А. Сухарева, С. Н. Назаров- по математике, З.А Плотников, С.Н Данилов- по военной подготовке.
В 1933 году 8 января директором техникума назначен Д. А. Булдыхаев. За эти годы техникум испытал тяжелые времена. Несмотря на тяжелые испытания в июле 1933 года 61 молодых техников- технологов окончили колледж и получили дипломы, нефтяная промышленность региона пополнилась 21 техник-механиком, 17 бурильщикам, 14 строителем, 9 эксплуататором нефтегазовых месторождений. Из них 14 выпускников были местной национальности.
В 1935 году директором техникума назначили одного из первых выпускников техникума Тулина Константина Николаевича. 43 студентов стали вторым выпуском техникума.
2 мая 1940 года техникум отметил своё 10-летие, в тот год он имел 5 отделений и 262 студентов, также работали кабинеты физики, химии, военной подготовки, физкультуры, дополнительной электротехники, экономики и языков. В годовщину 10- летия 262 человека обрели свою профессию, из них 39- техник-механик, 36 -бурильщик, 14 — строитель, по специальностям эксплуатации-26, 70 — геолог, 15 -геофизик. Если в 1930 году было 20 преподавателей, а к 1940 году их количество достигло 30 человек.
В годы войны техникум продолжал свою деятельность. Студенты тех тяжёлых лет проходили практику в месторождениях Косчагил, Кульсары, Ескене, где и получили свою профессиональную закалку. В начале учебного года 130 студентов были приняты в техникум, из них 50 студентов были казахами. Студенты были обеспечены общежитьем, питанием, учебниками, а также стипендией в размере 50-80 рублей, в то время это большие деньги. Занятия проводились на русском языке, так как не было учебников на казахском языке. В техникуме было 4 отделения: в 1950 году открылся отделение «Механика», 1951 год- «Переработка нефти», 1951 год- «Бурение нефти», 1953 год- «Строительное». В сентябре закончился строительство здании техникума, открылись 5 учебных кабинетов, библиотека и кабинеты по военной подготовке. Количество преподавателей достигло 40, по русскому языку преподавали Н. А. Захарова и Н. С. Искакова, по экономической географии преподавали З. А. Борисович и Г. И. Капкин, а также занятия проводили инженеры- техники треста «Эмбанефть».
В 1950 году, к своему 20-летнему юбилею техникум выпустил — 1012 студентов, среди них 219 выпускников казахской национальности. К уже имеющимся специальностям добавились «Бухгалтерский учёт», «Электрооборудование» и «Технология нефти и газа».
В 1951 году открыли вечернее отделение, а в 1953 году добавилось и заочное отделения. В эти же годы открылись филиалы техникума в посёлках Макат и Кульсары.
В 1970 году к 40-летию техникума по 16 специальностям было выпущено 5000 специалистов. В 1970 году на дневном отделении обучались 820 человек, на вечернем отделении — 650 человек, и на заочном отделении 450 человек получили свои профессиональные знания. В этот период в техникуме работало 14 оборудованных лабораторий и 12 специализированных кабинетов. На сегодняшний день 6 выпускников тех лет удостоены званием Героя Социалистического труда, 68 являются кандидатами и докторами технических наук.
В 1975 году политтехникум переселен в новый учебный корпус, в котором имелись библиотека, мастерские, спортивный зал, столовая и общежитие.
В 1980 году 2 мая к 50- летию техникума была оказана материальная помощь, в этот же год техникум занял 2-е место в конкурсе «Лучшая материальная база технического образования».
В 1990 году открылась специальность «Разработка нефти и газа».
В 1992 году техникум был передан в ведомство Министерства образования РК.
В 1997 году произошло слияние двух учебных заведений «Атырауского политехнического колледжа» и «Атырауского колледжа железного транспорта» в единое коммунальное государственное казённое предприятие «Атырауский политехнический колледж». В этом году начали обучать студентов по новой специальности «Финанс и вычислительная техника».
В 1999 году в колледже открылась малая типография и начали работать видео классы.
В 2000 году в связи с 70- летием основания колледжа издана монография директора колледжа В. А. Яшкова на тему «Электро-энергетика Прикаспийского региона Республики Казахстана».
В 2005 году колледж стал работать по системе менеджмента качества ИСО 9001:2000.
В 2004—2005 годах колледж завоевал титул «Деловая репутация» на конкурсе, который проходил в Женеве и в 2006 году в Москве.
Колледж вошел в «Золотую книгу» Республики Казахстан.
В 2006 году колледж награждён дипломом Атырауского областного департамента образования «Лучший колледж −2006», и в тот же год вошёл в Республиканский союз энергетиков Казахстана.
В 2007 году открылся филиал колледжа в Макатском районе в посёлке Доссор.
19-21 марта 2008 года колледж принимал участие на международной выставке в Астрахани РФ «Образование — инвестиции в успех- 2008».
5-6 мая 2008 года Система менеджмента контроля МС ИСО 9001:2000 2005 года была принята, так как соответствовала.
15 августа 2008 года колледж участвовал на конкурс «За достижение в области качества».
У нас немало знаменитых выпускников, которые получили знания в стенах колледжа, а затем приложили немало сил для добычи и освоения подземного богатства — чёрного золота по всей стране. Можно отметить известного всему Казахстану государственного деятеля Саламата Мукашева, геологов-разведчиков Таумыша Жумагалиева, Салтаната Балгинбаева, Махаша Балгинбаева, Жолдаскали Досмагамбетова, Героя труда, мастера бурения Зейнела Балкенжиева, Заслуженного нефтяника Куаныша Кудабаева, Лауреата государственной премии республики Казахстан Махамбета Батырбаева, они получили образование в нашем техникуме.
Наш колледж стал базой для внедрения практических учебных проектов Европейского союза и Сингапура «По поддержке профессионального и специализированного образования» и «По модернизации профессионального и специального образования».
В 2012—2014 годах колледж выиграл грант, распределенный на основе договора финансирования Всемирным банком развития и реконструкции в Республике Казахстан, стал осуществлять планы по институциональному развитию.
В целях обмена опытом в 2011—2015 годах преподаватели колледжа проходили стажировку в лучших учебных заведениях США, Германии, Турции, Австрии, России, Беларуси, Великобритании, и Франции, .повысили свои профессиональные знания.
Благодаря внедрению дуального обучения повышается социальное партнерство. Ведётся плодотворная работа по развитию стабильных, социальных партнёрских отношений колледжа с предприятиями, желающими иметь грамотных, конкурентоспособных молодых специалистов среди своих сотрудников.
В 2014 году коммунальному государственному казённому предприятию «Атырауский политехнический колледж» указом Правительства Республики Казахстан за № 1115 присвоено имя государственного деятеля — Саламата Мукашева.
Атырауский политехнический колледж имени Саламата Мукашева- одно из лучших государственных учебных заведении региона, которое по-настоящему обучает профессиональных специалистов, за более чем 85-летнюю историю наш колледж выпустил свыше 40-ка тысяч специалистов.
С 2016 года в рамке договорённости с Холдингом «Кәсіпқор» запланировано внедрение новых программ обучения и использование инновационных образовательных технологий.
На сегодняшний день 4 студента колледжа являются победителями конкурса Республиканской Ассоциации KAZENERGY и обладателями гранта имени С.Утебаева (2012,2014,2015гг), 3 преподавателя являются победителями Республиканского конкурса "Лучший педагог- 2013, 2015, 2016, 2017гг).
Такие результаты позволили нам в рейтинге среди 43 политехнических колледжей республики занять 3 место, пройти институциональную аккредитацию и войти в состав опорных колледжей по распространению своего опыта в регионе.